# Cista (medicina)
Cista vrećica ili džep je svaka patološki nastala šupljina, benigne ili maligne prirode, ispunjena tečnim sadržajem i obložena epitelom. Može formirati u mnogim različitim delovima tela, uključujući kožu, genitalije i unutrašnje organe u obliku zatvorene kesice, koja je membranom različite strukture odvojena od okolnog tkiva.
Može se javiti u bilo kom životnom dobu, pojedinačno ili u većem broju, na jednom ili na više lokacija istovremeno. Ne raste, uobičajeno, razmnožavanjem ćelija, već se javlja zbog nagomilavanja tečnosti ili ćelija u tkivu u kome nastaje, ili nakon međusobnog grupisanja ćelija koje formiraju džep ili vrećicu (na sličan način kako to čine mehurići vode kada se grupišu, formirajući veliki mehur). Tako nastala cistična šupljina je nepravilnog oblika, poput neke vrste „ljuskaste tvorevine sastavljene od ćelija" izrazito abnormalnog izgleda (po obliku i po ponašanju) u odnosu na okolno tkivo i ćelije od kojih je nastala.
Cista se mogu razlikovati po izgledu i veličini. Neke su poput male kesice a neke poput velike vreće koja sadrži i nekoliko litara tečnosti. Ciste koje se formiraju u limfnom sistemu ili bubrezi su ispunjene fluidom. Određeni paraziti, kao što su neke vrste okruglih crva i pantljičara, mogu formirati ciste unutar mišića, jetre, mozga, pluća i očiju.
Čest klinički simptom ciste je oticanje tkiva oko područja u kome je lokalizovana, mada u velikom broju slučajeva cista može biti asimptomatska, i otkriva se slučajnim pregledom. Ponekad, u zavisnosti od uzroka i lokacije, cista sadrži polukruti ili čvrsti materijal.
Tipičan tretman za bilo koju cistu je uklanjanje operacijom i rutinski test na rak, iako je većina cista benigna prirode. Ako se ne leče, pravovremeno i adekvatno benigne ciste mogu dovesti do niza ozbiljnih komplikacija, uključujući trovanje krvi (sepsu), a maligne do širenja metastaza i smrtnog ishoda.

## Etiologija
Većina cista se formira i nastaje bez očigledno dokazanog razloga. Neki od poznatih uzroka koji dovode do nastanka cista uključuju:
Blokiranje izvodnik kanala nekog organa — koji uzrokuju nakupljanje tečnog sadržaja iznad mesta sadržaja i stvaranje cistične šupljine (npr žlezde).
Defekt u ćelijama — koji dovodi do njihovog grupisanja i formiranja cistične šupljine
Povreda — penetrantne i nepenetrantne, koje dovode do cepanja tkiva, unosa infekcije i pucanja krvnih sudova sa pratećom hemoragijom i inflamacijom oko koje se stvara cistična šupljina+.
Zaražavanje parazitima — koje stvara cističnu šupljinu, kao jedan od prelaznih oblika u životu parazita, i nјihovom lancu, života i razmnožavaнja u prirodi.

## Patofiziologija
Cista je zapravo šupljina najčešće ispunjena tečnim sadržajem. Ako je cista obložena epitelom govorimo o pravim cistama, dok one čije zidove čini vezivno tkivo su lažne ciste.
Šupljina ciste je često loptasta, ali može biti i nepravilna. Ciste koje su ispod kože ili sluzokože često prominiraju iznad površine tela, jer izdižu kožu ili sluzokožu ispod koje leže, dok ciste koje leže dublje u tkivu, deformišu organ u kome se nalaze i potiskuju okolne strukture.
Ciste koje nastaju kao posledica zapušenja izvodnih kanala malih mukoznih žlezda na sluzokoži usana, veličine su koštice trešnje a često i manje. Tako npr. ciste nastale kao posledica otežanog oticanja pljuvačke iz velikih pljuvačnih žlezda (npr parotidne žlezde) mogu dostići znatno veće dimenzije. Sve takve ciste koje nastaju usled otežanog ili sprečenog izlivanja tečnosti (pljuvačke, gnoja, loja), zovu se retencione ciste.

## Vrste cisti
| Naziv                   | Opis | Slika |
| ----------------------- | --- | ----- |
| Arahnoidalna cista      | - Benigna cista lokalizovana intrakranijalno ili u kičmenoj moždini, ispunjena tečnošću sličnoj cerebrospinalnoj. - Njen zid je sastavljen od arahnoidalnih ćelija. - Ova cista je najčešće postraumatska. - Intrakranijalne arahnoidne ciste se obično javljaju u blizini arahnoidnih cisterni, i ponekad su udružene hidrocefalusom; i pojavom fokalnih neurološki znakova. |       |
| Koštana cista           | - Benigna unilokularna litička cista lokalizovana u području proksimalnom kraja dugačke kosti sa dobro definisanim je i uskim endostalnim rubovima. - Ispunjena je tečnošću, a zidovi cista mogu sadržati i neke ogromne ćelije. - Koštane ciste se obično javljaju kod muškaraca u uzrastu od 3-15 godina. |       |
| Brahiom                 | - Neoplastična tvorevina koja, uključuje cistu škržnih lukova, škržni hondrom, škržnu fistulu - Tumor je izveden iz škržnog epitela ili ostatka škrga. |       |
| Bronhogena cista        | - To je kongenitalnu malformacija (urođena mana) disajnih puteva u obliku cistične formacije. - Može biti lokalizovana u bilo kom delu bronhijalnog stabla ili u drugim organima, ali se najčešće javlja na mestu račvanja dušnika na dva bronha. - Može biti samostalna (solitarna) ili u vidu više formacija na bronhijalnoj cevi, ili se može razviti unutar plućnog parenhima. |       |
| Halcion                 | - Poznat i kao tvrdo zrno u kapku oka ili lipogranulom Meibomovih žlezda, je nezarazno začepljenja Meibomove žlezda, u obliku cista obično locirano na gornjem očnom kapku. - Diferencijalno dijagnostički halacion je sličan čmičku, ali se od njega razlikuje po tome što je bolniji, i veći. |       |
| Holedohalna cista       | - Benigna urođena anatomska malformacija žučnog kanala, uključujući cističnu dilataciju ekstrahepatičnog žučnog kanala ili veliku intrahepatični žučni kanal. - Klasifikacija ovih cisti se zasniva na lokaciji i tipu dilatacije. Tip I je najčešći. |       |
| Koloidna cista          | - Benigne, kongenitalna, neuroepitelne ciste koje se tipično puni viskoznom sluzi. - Obično se javlja u prednjem delu ventrikula ispod korpus kalozuma unutar dijencefalona.. |       |
| Dermoidna cista         | - Lokalizovana je na koži. - Može se razviti kada akne uzrokuju začepljenje izvodnog kanala lojne žlezde, ili se mogu formirati oko stranog tela u koži. - Ove ciste nisu rak (benigne su), ali mogu uzrokovati bol i promenu izgleda (deformaciju) određenog dela tela. - Ponekad se mogu zaraziti i tada su bolne i otečene. - Kako kožne ciste,ponekad izgledaju kao rak kože, treba ih ukloniti radi patohistološkog testiranja. |       |
| Epidermoidna cista      | - Benigna intradermalna ili potkožna vrećasta struktura. - Zid ciste čini slojeviti epitel sa keratohijalinskim granulama. |       |
| Miksoidna cista         | - Poznate i kao digitalna mukozna cista, mala je izraslina ispunjene tečnošću koje se može javiti na prstima ruku ili nogu, najčešće u predelu zglobova. - Nije štetna, ali ponekad može ukazivati na osnovno oboljenje, poput osteoartritisa ili drugog degenerativnog stanja zglobova. |       |
| Cista jednjaka          | - Benigna zatvorena šupljina ili vreća ispunjena tekućinom u predelu jednjaka (ezofagusa) - Obložena je epitelom |       |
| Folikularna cista       | - Benigna šupljina nastala zbog okluzije kanala folikula ili male žlezde. |       |
| Gangliona cista         | - Nodularna benigna lezije ili mukoidna masa, koje potiče od ovojnica tetiva,ligamenata ili zglobne kapsule, posebno ruku, zglobova ili stopala. - Ovo nisu prave ciste jer im nedostaje epitelni zid. - Razlikuju se od sinovijalne ciste zbog nedostatka komunikacije sa šupljinom zglobova ili sinovijalnom membranom . |       |
| Limfokela               | - Jedna je od mogućih komplikacija u hirurgiji, koja nastaje zbog akumulacija limfne tečnosti u obliku ciste. - Nastaje u području na kome je obavljena operacija — nakon pazušne disekcije, mastektomije ili limfadenektomije obavljene tokom lečenja raka prostate ili mokraćne bešike i transplantacije (na mestu gde je izvršena transplantacija organa), npr. bubrega. Najčešće se otkrivaju unutar šest nedelja od operacije, ali se mogu pronaći i do osam godina nakon transplantacije organa. Spontani razvoj hidrokele je retkost. - Dijagnostikuju se rutinskim ultrasonografijom. S obzirom da velika većina ne uzrokuje smetnje (asimptomatski oblik) njihovo lečenje nije potrebno, jer se proces spontano resorbuje, i samo kod pacijenta treba pratiti dalji tok bolesti. - Lečenje simptomatskih limfokela trebalo bi započeti perkutanom, ultrazvučnom vođenom drenažom uz injektiranje sklerozansa u šupljinu limfokele. Laparoskopska fenestracija je alternativa perkutanoj drenaži, pogotovo kod postdrenažnih recidiva i kada lokalizacija limfokele potencijalno može dovesti do stvaranje komunikacije između limfokele i peritonealne šupljine. |       |
| Medijastinalna cista    | - Benigna jednostavna medijastinalne ciste obično je lokalizovana u okolini perikarda. - Cista može da zahvati jedan od sledećih delova medijastinuma: gornji deo — koji sadrži traheju, jednjak, torakalni kanal i timus; donji srednji deo — koji sadrži perikard; donji prednji deo — koji sadrži neke limfne čvorove; i donji zadnji deo — koji sadrži torakalni kanal i jednjak. |       |
| Mezenterična cista      | - Redak intraabdominalni tumor u mezenterijumu - Mezenterične ciste su obično benigne i mogu biti veoma velike, poneka ispunjene velikom količinom fluida (2.000 mL). |       |
| Mukozna cista           | - Benigna tvorevina u pljuvačnoj žlezdi, suznoj vrećici, paranazalnom sinusu, slepom crevu ili žučnoj bešici. |       |
| Cista jajnika           | - Benigna tvorevina koja se može javiti i kao policistični ovarijum |       |
| Pankreatična cista      | - Benigne prirode, ponekad i u formi pseduociste - Prava cista pankreasa, se razlikuje od mnogo češće pankreatične psudociste po tome što poseduje sluzokožu epitelnu sluzokožu. - Ciste pankreasa svrstavaju se u kongenitalne, retencijske, neoplastične, parazitske, enterogene ili dermoidne. - Kongenitalne ciste se češće javljaju kao solitarne ciste, ali mogu biti višestruke. - Retencione ciste nastaju iz enormno uvećanog uvećanog duktusa pankreasa nakon duktalne opstrukciju. |       |
| Pilonidalni sinus       | - Benigna tvorevina — cista ili sinus koja sadrži dlake - Javlja se uglavnom u trtičnoj regiji. |       |
| Poplitealna cista       | - Benigna tumorska lezija na zglobovima koja se razvija iz sinovijalne membrane u zglobnoj kapsuli i periartikularnom tkivu. - Ispunjena je sinovijalnom tečnošću. - Glatkog je i prozirnog izgleda. - Može se razviti u bilo kojem zglobu, ali najčešće na zadnjem delu kolenog zgloba, pod nazivom poplitealna cista. |       |
| Tireoglosalna cista     | - Benigna tvorevina na vratu uzrokovana iz zaostalih delova, ili neobliterisanog (nezatvorenog), primitivnog tiroglosalnog kanala. |       |
| Urahalna cista          | - Javlja se u zaostalom delu urahusu, u obliku ekstraperitonealne masu u pupčanom području. - Karakteriše je bol u trbuhu i groznica ako je upaljena. - Može puknuti (što dovodi do peritonitisa), ili iscuriti kroz pupčanik |       |
| Bubrežna cista          | - Okrugla ili ovalna formacije ispunjene bistrom tečnošću koja se može pojavljivati na jednom ili oba bubrega, pojedinačno ili u većem broju. - Ukoliko se radi o pojedinačnim cistama njihova etiologija nastanka nije poznat a pretpostavlja se da je uzrok zapušenost bubrežnih cevčica (tubula). - Ukoliko se radi o prisustvu većeg broja cističnih formacija u oba bubrega tada se govori o adultnoj policističnoj bolesti bubrega ili medularnoj cističnoj bolesti odnosno juvenilnoj nefronoftizi i u tom slučaju glavnu ulogu u nastanku igra nasledni faktor odnosno nasleđene ili ređe spontane mutacije gena. |       |
| Tubularna cista testisa | - Ili tubularna ektazija rete testisa je cistično proširenje istoimenog kanalnog sistema usled mehaničke opstrukcije. - Može biti primarna ili sekundarna. - Primarna je na UZV-u vidljiva kao simetrično proširenje granajuće mreže kanalića uz odsutan obojeno doplerski signal. - Sekundarna opstrukcija može biti uzrokovana traumom, upalnom, ishemijom ili drugom etiologijom. - Udruženi nalaz uvećanog testisa, heterogena eho struktura testisa ili palpabilna tvorevina indikacije su za detaljno otkrivanje patofiziološkog toka bolesti pri čemu treba imati u vidu da ista može biti uzrokovana i susednim ekstratestikularnim promenama poput varikokele ili tumora. - U 30% pacijenata radi se o bilateralnoj promeni. |       |
| Hidrokela testisa       | - Nakupljanje tečnosti unutar listova tunice vaginalis. - Višak tečnosti može se javiti kao sekundarna pojava uz torziju, traumu, upalu ili kao idiopatski oblik bolesti. - Niske je ehogenosti sa zadnjim akustičkim pojačanjem. - Ukoliko se poveća, može stvoriti kliničku sliku sa bezbolnim otokom. - Dok je kod odraslih povezanost sa tumorima retka, ona je nešto veća kod dece sa hidrokelom. - U 85% muškaraca, na ultrazvučnom prikazu dostupno fiziološko nakupljanje tečnosti ne smatra se hidrokelom. |       |
| Spermatokela            | - Izbočenje, odnosno cista, u području pasemenika (epididimisa) koja nastaje kad se prošire prvobitno slepo zatvoreni semeni kanalići. - Tačan uzrok nastanka nije poznat, povezuje se sa traumom ili inflamacijom pasemenika a mogućnost nastanka raste sa godunama, pa je najčešća kod muškaraca između 40 i 60 godina. |       |
| Bartolinijeva cista     | |       |
| Barahijalna cista       | |       |
| Cistični higrom         | - Benigni, multilokularni, cistični tumor poreklom iz limfnih sudova. - Saastoji se od multilokularnih i multilobularnih cista, koje su mnogobrojne sa dijametrom od 1 do 5 cm. - Oba pola su podjednako zahvaćena. - Embriološki cistični higrom nastaje sekvestracijom primitivnih limfnih kesa, kojih ima ukupno pet. - Najčešće se cistični higrom javlja na vratu, gde nastaje separacijom od jugularne limfatične kese, koja se formira prva i najveća je od svih pet. |       |
| Periapikalna cista      | - Najčešća odontogena cista koja se može brzo razviti iz periapikalnog granuloma, kao posledica nelečenog hroničnog periapikalnog parodontitisa . - Definiše se kao tkivo koja okružuju vrh korena zuba i kao patološka šupljina obložena epitelom, koja sadrži tečnost ili gasove, sadržaj koji ne nastaje nakupljanjem gnoja. - Najčešće se nalazi u prednjem delu maksilarne regije, a uzrokovana je nekrozom pulpe zbog sekundarnog karijesa ili traume. - U radiografijama cista se pojavljuje kao radiolucencija (tamno područje) oko vrha korena zuba. |       |

## Klinička slika
Kliničke manifestacije ciste zavise od njene vrste, lokacije, veličine i prirode komplikacija koje nastaju (gnojna, ruptura, malignitet). Male ciste ne pokazuju simptome. U slučajevima kada cista stvara neugodnost, ona može da:
- uzrokuje bol,
- naruši funkciju organa ili
- preti bilo kakvom komplikacijom,

## Dijagnoza
Prilikom palpacije ciste pod pritiskom se često može ostiti određen osećaj slićan onom pri pritiskanju lopte. Ta pojava je poznata kao fenoipen balotmana ili ping-pong loptice.

## Terapija
Lečenje ciste se vrši se izdvajanjem od okolnog tkiva i odstranjivanje ciste uz očuvanje ostatka zdravog okolnog tkiva, ili se cista odstranjuje zajedno sa organom (ili delom organa). Neke ciste, poput onih u bubregu, jetri, pankreasu mogu se izečiti perkutanom punkcijom ili drenažom pod ultrazvučnom kontrolom.

## Prognoza
Cista može da prsne spontano i iščezne, nakon što se potpuno isprazni i splasne. Međutim posle kraćeg ili dužeg vremena, kad se zatvori otvor kroz koji je cista ispražnjena, cista će se ponovo puni i formira. Recidiviranje je jedna od glavnih karakteristika cista,

## Literatura
- King CH, Fairley JK. Tapeworms (cestodes). . Bennett JE, Dolin R, Blaser MJ,, ур. (2015). Mandell, Douglas, and Bennett's Principles and Practice of Infectious Diseases, Updated Edition. (8th изд.). Philadelphia, PA: Elsevier Saunders.:chap 291.
- Patterson JW. Cysts, sinuses, and pits. Patterson JW, ур. (2016). Weedon's Skin Pathology. (4th изд.). Philadelphia, PA: Elsevier Churchill Livingstone.:chap 16.
- Poulose BK, Holzman MD (2017). „The spleen”.  Ур.: Townsend CM, Beauchamp RD, Evers BM, Mattox KL,. Sabiston Textbook of Surgery. (20th изд.). Philadelphia, PA: Elsevier.:chap 56.

## Spoljašnje veze
- Pediatric Bronchogenic Cyst na: emedicine.medscape.com (језик: енглески)
- Ciste MeSH Descriptor Data (језик: енглески)

|  | Molimo Vas, obratite pažnju na važno upozorenje u vezi sa temama iz oblasti medicine (zdravlja). |